# 太平山泡
太平山泡是一个位于中国吉林省镇赉县的湖泊，面积约为3平方千米，平均水深约为2米。